# Arthoniomycetes
Arthoniomycetes (Ove E. Erikson și Katarina Winka, 1997) din încrengătura Ascomycota în subdiviziunea Pezizomycotina și ordinul Arthoniales. este o clasă de ciuperci, împărțită în un ordin, 5 familii cu 76 de genuri.

## Descriere
Bureții se deosebesc prin forma și raritatea lor. Corpul lor este mic și are o pălărie rotundă în forma de minge. Ele sunt ciuperci otrăvitoare respectiv necomestibile. Aceste ciuperci se răspândesc prin spori. O ciupercă poate împrăștia până la 10000 de spori. Ele se întâlnesc în locuri umede și pline de îngrășământ, precum păduri de conifere.